# 侯旭
侯旭（1970年9月—），河北迁安人，中华人民共和国政治人物。曾任滦南县县长，曹妃甸区长，中共唐山市委常委、曹妃甸区委书记。2024年7月1日，因涉嫌严重违纪违法，接受河北省纪委监委纪律审查和监察调查。